# Новоуљановск
Новоуљановск (рус. Новоульяновск) град је у Русији у Уљановској области.

## Становништво
| 1959. | 1970.  | 1979.  | 1989.  | 2002.  | 2010.  |
| ----- | ------ | ------ | ------ | ------ | ------ |
| 1.800 | 11.312 | 15.095 | 16.757 | 17.595 | 16.239 |